# Fibronectina

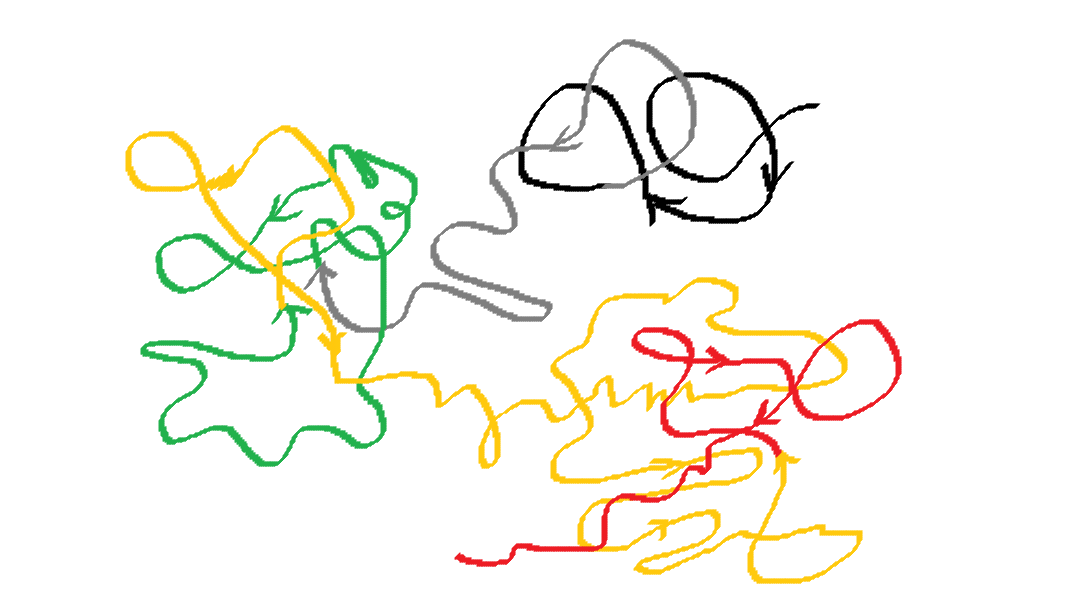
Figura.1.FIBRONECTINA

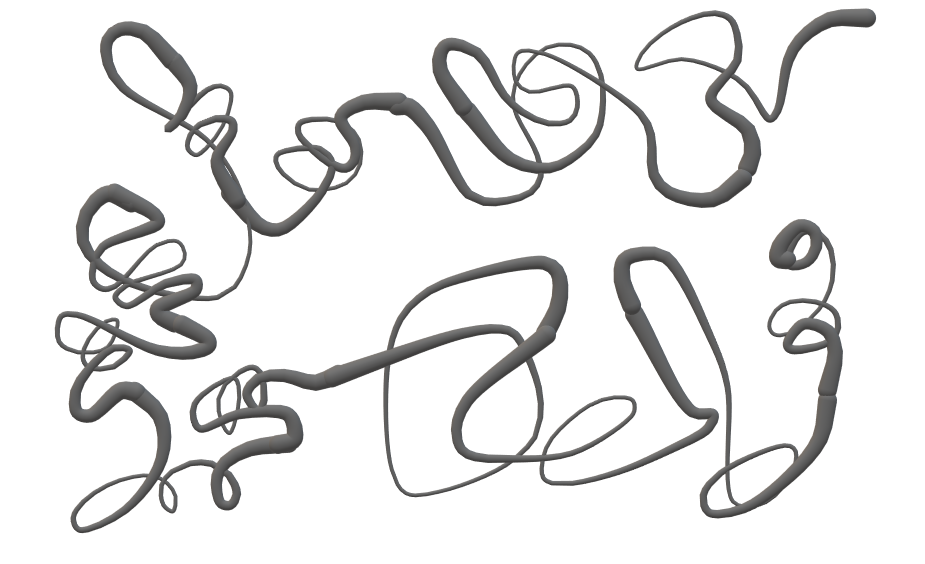
Figura.2.Fibronectina disseny 3D

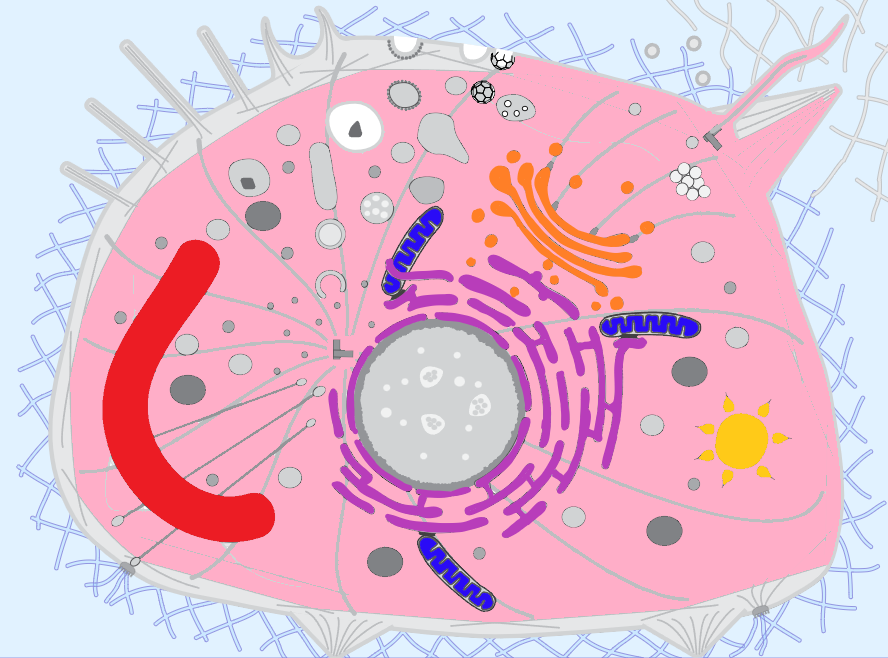
Figura.3.Fibronectina, espai extracelul·lar i ubicació Subcelular.

| Identificadors | Identificadors |
| -------------- | -------------- |
| Símbol         | FN1            |
| Entrez         | 2335           |
| HUGO           | 3778           |
| OMIM           | 135600         |
| RefSeq         | NM_212478      |
| UniProt        | P02751         |
| Altres dades   |                |
| Locus          | Cr. 2 q34-36   |

## Introducció
La fibronectina és una proteïna adhesiva, que es troba lliure en el plasma i constitueix un dels principals components de la matriu extracel·lular. Aquesta proteïna ha estat àmpliament estudiada per la seva capacitat d'interactuar amb diverses cèl·lules i macromolècules, influint en el comportament cel·lular i en les reaccions bioquímiques de diversos sistemes, així com en una gran varietat de processos fisiològics com a fagocitosi, proliferació, adhesió i migració cel·lular.

## Característiques generals
La fibronectina és una glicoproteïna formada per una molècula asimètrica que consisteix en dues subunitats similars de 220 kDa, unides per ponts disulfur prop de la seva regió carboxil-terminal. Cada monòmer consta de tres unitats repetitives: 12 dominis de tipus I, 2 dominis de tipus II i 15 a 17 dominis de tipus III, que en conjunt representen el 90% de la seqüència.

Els homòlegs estructurals dels dominis tipus I, II i III es troben en altres biomolècules, la qual cosa demostra que la fibronectina es reorganitza a través d'exons. Encara que s'originen a partir d'un sol gen, s'han identificat fins a20 variants diferents de isoformes humanes, així com 12 variants diferents de rosegadors i bovins, la qual cosa suggereix mecanismes d'entroncament alternatius exclusius de les espècies i el desenvolupament de teixits.
Existeixen moltes isoformes de la fibronectina. Una, la denominada fibronectina plasmàtica, és soluble i circula per la sang on sembla incrementar la coagulació de la sang, la cicatrització i la fagocitosi. Es troba en forma soluble principalment com un dímer i en forma insoluble formant multímers d'alt pes molecular mantinguts per enllaços covalents, els quals són organitzats en un component fibril·lar en la matriu extracel·lular.

## Funció
La fibronectina juga un paper important en l'adhesió de les cèl·lules a la matriu sinó que també actua com a guia de les migracions cel·lulars que té lloc en els embrions dels vertebrats.
Una de les seves principals funcions és intervenir en la remodelació dels teixits durant la embriogènesi i participar en el procés de curació de les lesions vasculars després de la formació de coàguls de fibrina, que es formen quan s'activa el sistema hemostàtic. En condicions fisiològiques, la funció de l'hemostàsia és mantenir el flux sanguini normal i la integritat endotelial.Quan es lesiona un vas sanguini i es perd la continuïtat de la paret del vas, l'hemostàsia es desencadena restringint la secreció sanguínia mitjançant la formació d'un tap de plaquetes mantingut en el seu lloc per la xarxa de fibrina formada durant l'activació de la coagulació. A més, s'ha descobert que en unes certes persones, els quals tenen baixos nivells de fibronectina, poden arribar a morir amb major facilitat.
La fibrina es forma amb fibronectina, unida covalentment al coàgul pel factor XIIIa, i serveix com a matriu temporal per a l'adhesió i migració cel·lular en el teixit danyat durant la reparació del teixit. Quan el coàgul s'ha format i realitza la seva funció hemostàtica, es dissol sota la influència del sistema fibrinolític i restableix la circulació sanguínia. La funció de les proteïnes implicades en la maquinària fibrinolítica és fonamental per al normal desenvolupament dels processos de fibrinòlisis, regeneració vascular i també s'involucra en la patogènesi de les infeccions per la iniciació de la infecció a través de les etapes finals d'una cicatrització de la ferida.

## Malalties i variants
Glomerulopatia amb dipòsits de fibronectina 2 (GFND2): La malaltia és causada per variants que afecten el gen representat en aquesta entrada. Trastorn autosòmic dominant genèticament heterogeni caracteritzat clínicament per proteïnúria, hematúria microscòpica i hipertensió que condueix a insuficiència renal terminal en la segona a cinquena dècada de la vida.
La fibronectina i el seu paper en les malalties infeccioses humanes: La unió de receptors microbians a la fibronectina promou l'adhesió i la infecció de la cèl·lula hoste. Cada bacteri pot utilitzar diferents receptors per a reconèixer dominis específics de fibronectina, principalment el domini N-terminal i el domini central d'unió cel·lular. El paper dels receptors de fibronectina va més enllà de la simple adhesió: de fet, l'adhesió és sovint un requisit previ per a la invasió microbiana i la seva internalització en les cèl·lules del teixit colonitzador.
Juga un paper en el càncer: S'han observat diversos canvis morfològics en els tumors i les línies cel·lulars derivades de tumors que s'han atribuït a la disminució de l'expressió de fibronectina, l'augment de la degradació de la fibronectina i/o la disminució de l'expressió dels receptors d'unió a fibronectina. La fibronectina també ha estat implicada en el desenvolupament del carcinoma, a més del càncer de pulmó. I actua com a biomarcador potencial per a la radioresistència.